# Royaume de Kediri
1045–1222
1292–1293
Entités précédentes :
- Janggala (1045)
- Singasari (1292)

Entités suivantes :
- Singasari (1222)
- Majapahit (1293)

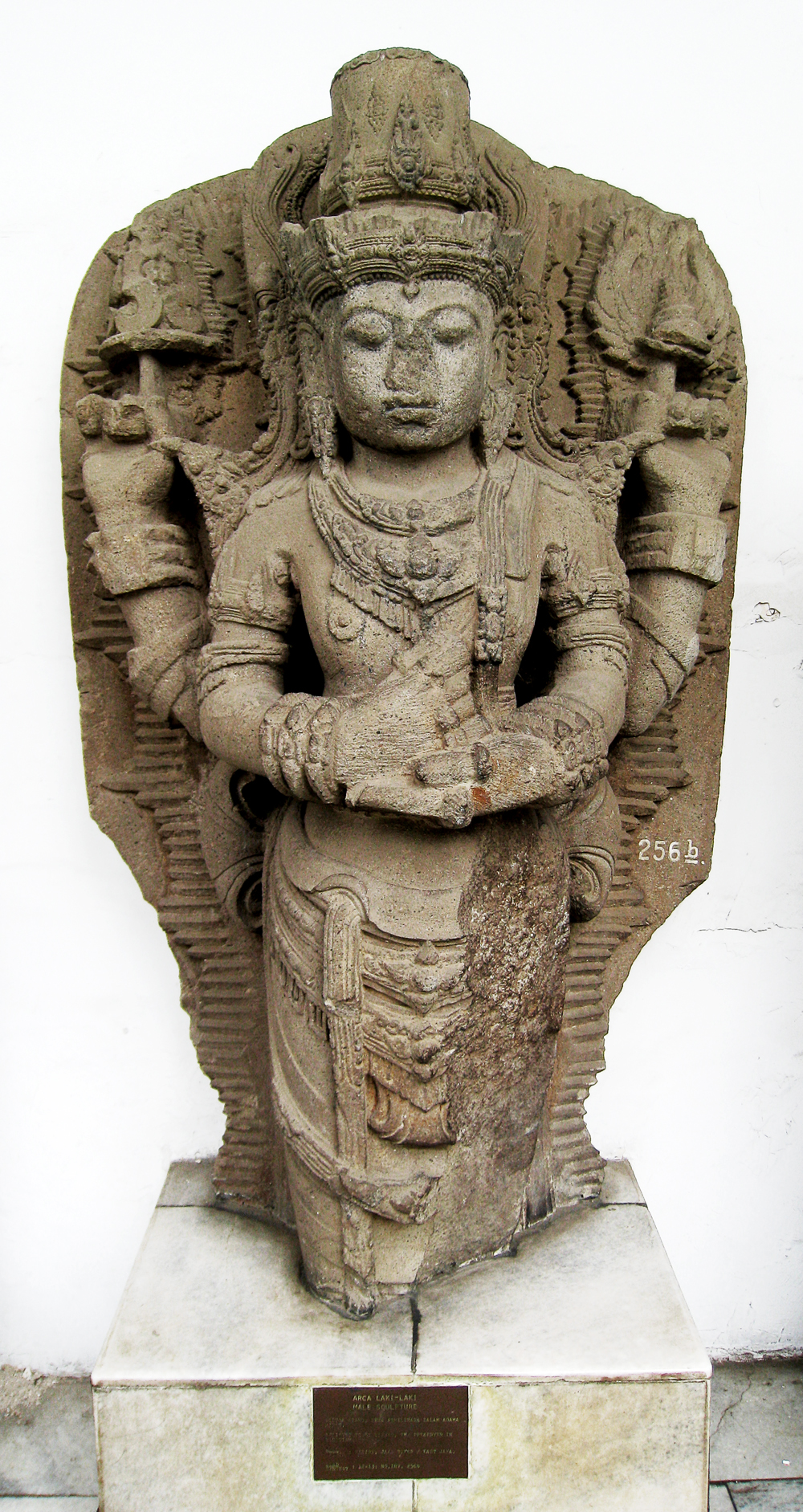
Statue de Vishnou d'époque Kediri

Kediri ou Daha était un royaume de l'est de Java, dans la région de l'actuelle ville de Kediri.
Les inscriptions sur plaque de cuivre sont une des sources par lesquelles ont connaît l'histoire de Java. On sait qu'en 907 apr. J.-C., le roi Balitung (règne 899-910) étend son pouvoir depuis le centre vers l'est de l'île, et que le roi Mpu Sindok transfère définitivement sa capitale dans l'est. On constate ensuite un "silence" entre la dernière inscription de Mpu Sindok, datée de 948, et la première de Java oriental, datée de 1021, due à un roi nommé Airlangga (règne 1016-45), fils d'un prince balinais, Udayana.
Le royaume d'Airlangga, Janggala, était constitué par l'arrière-pays au sud-ouest de l'actuelle Surabaya, dans la vallée du Brantas. Une inscription datée de 1041 nous apprend qu'Airlangga a sauvé le royaume d'une "grande catastrophe" en 1016 (cet événement pourrait avoir inspiré le cycle balinais de Calon Arang, dans lequel la sorcière Rangda jette un sort sur le royaume, que sauve ensuite le lion Barong).
En 1045, Airlangga abdique pour se retirer dans un ermitage, et partage son royaume entre ses deux fils. L'un garde le nom de Janggala, l'autre est Kediri, qui devient le principal royaume de l'est. Ce qu'on connaît des rois de Kediri provient des chartes qu'ils émettent de 1059 à 1205. Ces rois se présentent comme des avatars de Vishnu. Ils maintiennent les liens avec Bali.
Dans le Lingwai Daida (嶺外代答) du géographe chinois Zhou Qufei (周去非), paru en 1178, "Java est le deuxième plus riche parmi les pays étrangers après Tajik".
D'après le Pararaton ("Livre des rois"), poème épique écrit en moyen-javanais, donc au XVIe siècle, le dernier roi de Kediri, Kertajaya (règne 1185-1222), était tyrannique. Il est tué par un certain Ken Arok, aventurier d'origine obscure qui fonde un nouveau royaume, Singasari, à l'est de Kediri en 1222, et prend le nom de règne de Rajasa.
Suit ensuite un autre "silence" de l'épigraphie, jusqu'à une charte, datée de 1264, émise par un souverain de Singasari.
Le nom de Kediri réapparaît avec la révolte en 1292 de son prince, Jayakatwang, contre son suzerain, le roi Kertanagara de Singasari. La répression de cette révolte par le gendre de Kertanagara, Raden Wijaya, qui s'assure l'alliance de troupes sino-mongoles qui ont débarqué pour une expédition punitive envoyée par l'empereur Kubilai Khan contre Singasari, est marquée par le pillage de Kediri par les Sino-Mongols, qui remportent un substantiel butin. Raden Wijaya fonde un nouveau royaume, Majapahit.
À l'époque du roi Hayam Wuruk de Majapahit (règne 1350-89), Kediri n'est plus qu'un nagara (province) dont l'administration est confiée à la princesse Rajadewi Maharajasa, tante et belle-mère du roi.
Par un curieux retour des choses, il semble que des conflits de succession à la fin du XIVe siècle fassent passer Majapahit sous le contrôle des princes de Kediri en 1478.
Kediri est prise par les troupes du royaume musulman de Demak en 1527.

## Archéologie

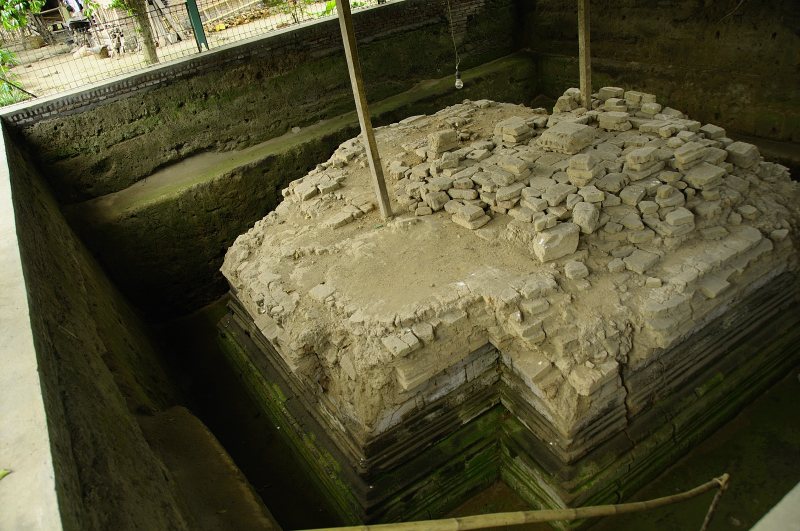
Le temple de Dorok

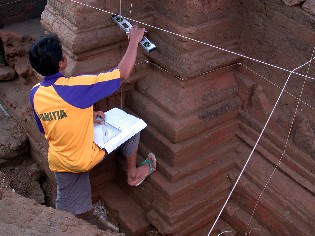
Fouilles sur le site de Tondowongso

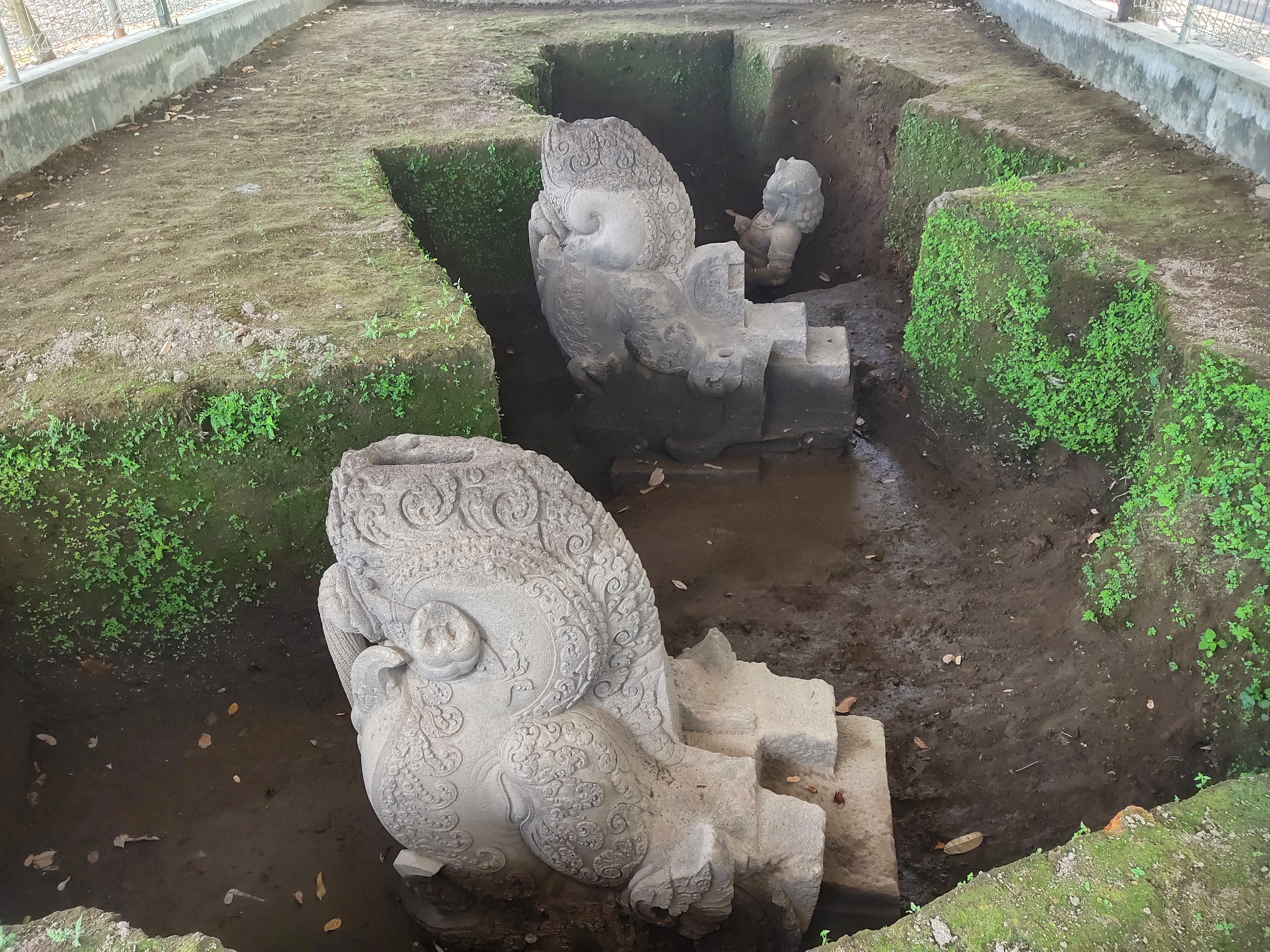
Le site d'Adan-Adan

### Le site de Tondowongso
Le 13 janvier 2007, une équipe d'archéologues du Balai Pelestarian Peninggalan Purbakala (BP3, centre de conservation des vestiges anciens) de Trowulan a découvert dans le hameau de Tondowongso, dans le kabupaten de Kediri, quelque 15 objets de la période hindou-bouddhique de Java. Parmi ces objets figurent des statuettes.
On pense que le site de Tondowongso pourrait être celui d'un temple de l'époque Kediri. Ce serait alors le premier vestige important du royaume. Selon I Made Kusumajaya du BP3, Tondowongso est la plus importante découverte archéologique dans Java oriental depuis 10 ans. Les fouilles se poursuivent sur le site.

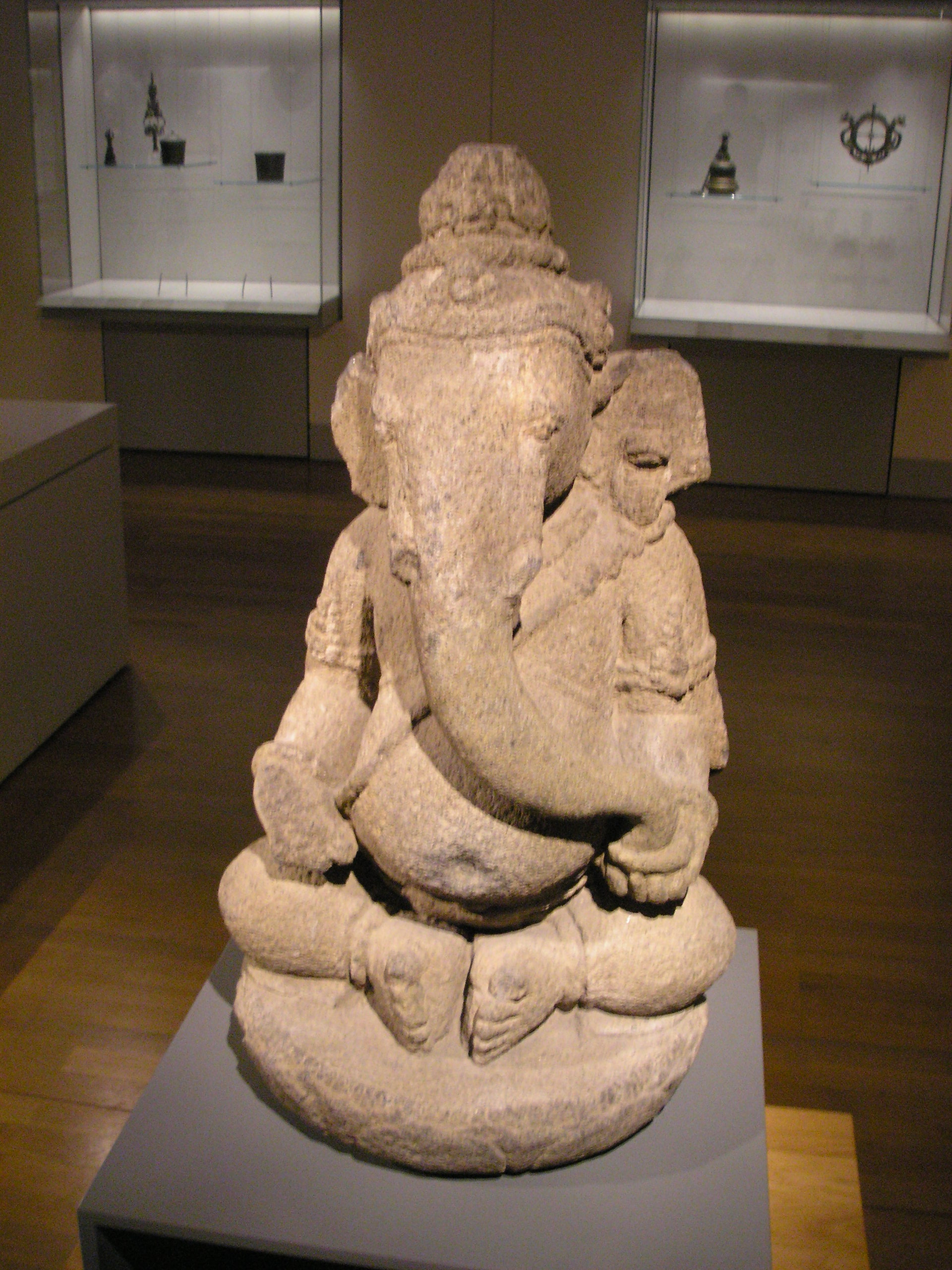
Ganesha de Kediri, XIe siècle, Museum für Indische Kunst, Berlin

### Le site de Sumbercangkring
Six statues ont également été découvertes dans le hameau de Babadan, dans le village de Sumbercangkring, district de Gurah, dont un taureau Nandi, le vahana (véhicule) de Shiva. On estime que ces statues sont liées à celles du site de Tondowongso.

### Le temple de Prudung
L'archéologue britannique Nigel Bullough estime que non loin de Babadan se trouve le temple de Prudung. Celui-ci est décrit par F. D. K. Bosch dans un bulletin de la RCO (1915) comme étant situé dans le hameau de Sumberagung, non loin de Babadan. Bosch lui-même se réfère à une note de Raffles dans sa History of Java publiée en 1817, qui signale que Prudung est situé à 8 miles (12,8 km) au sud-ouest du temple de Tegowangi dans le kabupaten de Kediri. Le temple est fait en brique et possède des bas-reliefs en andésite. La construction possède 4 chambres, une sur chaque côté. Raffles note également que Prudung est le temple le plus grand qu'il ait vu lors de son voyage de Magetan à Madiun, Nganjuk, Kertosono et Kediri. Prudung est également cité par le géographe italien Adriano Balbi dans son Abrégé de géographie (1832).
1. ↑  Masatoshi Iguchi, Java Essay: The History and Culture of a Southern Country, Matador, Kibworth Beauchamp (2015)
2. ↑  "Situs Tondowongso Kerajaan Kediri Kuno Diteliti Tim Arekeologi", ''tempointeraktif.com, 13 mai 2008
3. ↑  Dwijo U. Maksum, "Arca Kuno Kembali Ditemukan di Kediri", tempointeraktif.com, 12 septembre 2008
4. ↑  Dwijo U. Maksum, "Arkeolog Inggris Yakini Ada Candi Lain Di Dekat Situs Babadan", tempointeraktif.com, 18 novembre 2008

## Héritage
Les rois de Kediri n'ont pas laissé beaucoup de monuments.
Leurs successeurs de Singasari et Majapahit bâtissaient des temples pour s'attirer les faveurs des clergés bouddhistes et hindouistes. Pour obtenir de telles faveurs, les rois de Kediri préféraient les retraites monastiques. En revanche, leurs règnes ont produit une littérature, notamment sous forme de kakawin, mot qui provient de kavya, un genre poétique en sanscrit apparu au VIIe siècle dans les cours de l'Inde. Les kakawin étaient des poèmes en strophes de quatre vers au nombre de pieds fixes. On appelle kawi la langue dans laquelle ils ont été écrits, le vieux-javanais.
Parmi les œuvres créées durant la période de Kediri, on trouve l'Arjunawiwaha ("le mariage d'Arjuna") et le Bharatayuddha (""la guerre des Bharata"), tous deux tirés de la grande épopée indienne du Mahābhārata.
Voir la suite : Singasari et Majapahit

## Les rois et princes de Daha et Kediri

### Période de Daha
- Airlangga (1042 - )

### Période de Panjalu
- Sri Samarawijaya, fils d'Airlangga (inscription de Pamwatan, 1042)
- Sri Jayawarsa (inscription de 1104)
- Sri Bameswara (inscription de Padelegan I, 1117, de Panumbangan, 1120, de Tangkilan, 1130)
- Sri Jayabhaya (inscription de Ngantang, 1135, de Talan, 1136, kakawin du Bharatayuddha, 1157).
- Sri Sarweswara (inscription de Padelegan II, 1159, de Kahyunan, 1161)
- Sri Aryeswara (inscription d'Angin, 1171)
- Sri Gandra (inscription de Jaring, 1181)
- Sri Kameswara (inscription de Ceker, 1182, kakawin Smaradahana)
- Kertajaya (inscription de Galunggung, 1194, de Kamulan, 1194, de Palah, 1197, de Wates Kulon, 1205, Nagarakertagama, Pararaton)

### Période deSingasari
En 1222, Daha devient vassale de Singasari. D'après l'inscription de Mula Malurung (1255), les princes de Kediri sont :
- Mahisa Wunga Teleng, fils de Ken Arok, fondateur de Singasari,
- Guningbhaya, jeune frère de Mahisa Wunga Teleng
- Tohjaya, grand frère de Guningbhaya
- Kertanagara, petit-fils de Mahisa Wunga Teleng, qui devient ensuite roi de Singasari.

### Période de Kediri
- Jayakatwang, un descendant de Kertajaya, devient bupati (comte) de Gelang-Gelang. En 1292, il se révolte, provoquant la chute de Singasari. Il rétablit le royaume de Kediri mais est vaincu en 1293 par Raden Wijaya, le fondateur de Majapahit.

### Période deMajapahit
En 1293, Daha devient la principale vassale de Majapahit. Son souverain porte le titre de Bhre ("prince à") Daha. Le gouvernement réel est aux mains du patih (ministre) de Daha. Les princes de Daha sont :
- Jayanagara (1295-1309), secondé par le patih Lembu Sora
- Rajadewi (1309-1370), secondé par le patih Arya Tilam, puis Gajah Mada

On ne connaît pas le nom des princes suivants.

### Période de Daha capitale de Majapahit
Selon la Suma Oriental de l'apothicaire portugais Tome Pires, en 1513, Daha devient la capitale de Majapahit sous le roi Bhatara Wijaya, c'est-à-dire le roi Dyah Ranawijaya, vaincu en 1527 par le roi Trenggana de Demak.
Désormais, le nom de Daha n'apparaît plus.